# Trám

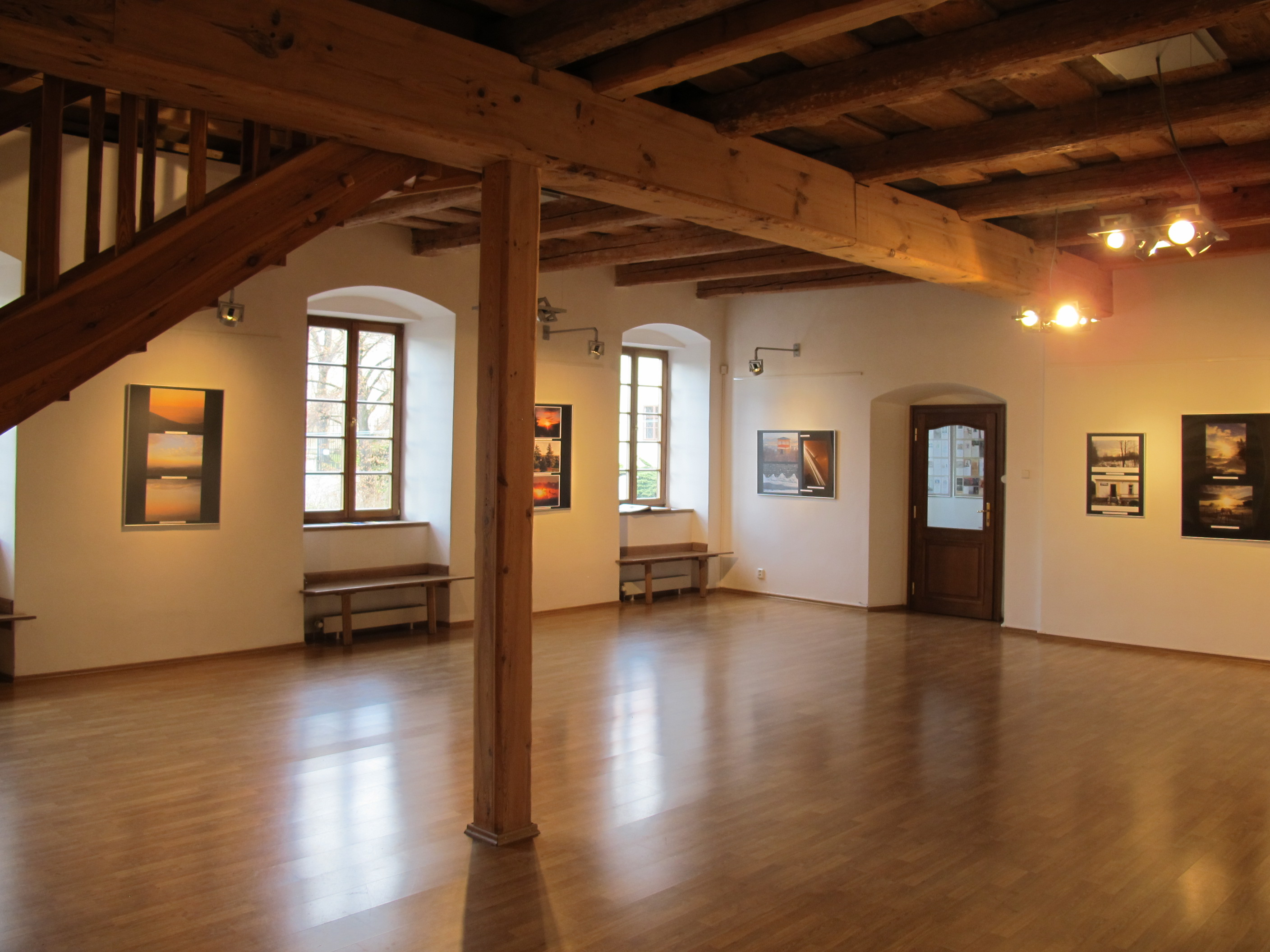
Trámový strop

Trám je řezivo hraněné ze čtyř stran vyříznuté nebo vytesané ze středu kmenů stromů, které se používá ve stavebnictví. Trámy se většinou vyrábí ve specializovaných provozech – pilách. Převládající rozměry: délka, minimální šířka, výška činí 50 mm a musí mít rovnoběžné protilehlé plochy. Průřezový tvar je většinou čtverec nebo obdélník. Trámy se mohou spojovat kramlemi. Trám se nejvíce podobá povalu, který je hraněný pouze ze dvou nebo tří stran.
Trámy se dělí na hranoly, jejichž průřez je větší než 100 cm², a hranolky, které mají průřez 25–100 cm².

## Použití
- Trámy se používají ke stavbě srubů, roubených staveb a stěn.
- Z trámů se vyrábí dřevěné trámové stropy a krov.
- Používá se také jako železniční pražec.
- Z trámů si také stavěli obydlí Indiáni, jde o tzv. hoghan.
- Trámy se používaly při stavbě hrázděného zdiva.
- Dřevěné mosty se stavěly z trámů.

## Vlastnosti
Vlastnosti dřevěných trámů jsou ortotropní, tudíž se liší v různých směrech.